# Downingia ornatissima
Downingia ornatissima  (лат.) — вид цветковых растений рода Доунингия (Downingia) семейства Колокольчиковые (Campanulaceae).

## Ботаническое описание
Однолетнее травянистое растение с прямостоячим ветвящимся стеблем. На верхушке каждой веточки, как правило, находится один трубчатый цветок. 
Верхняя губа венчика состоит из двух узких заострённых долей светло-пурпурного цвета, а нижняя — из 3-х сросшихся в единую пластину долей, такого же цвета, что и верхняя губа. Её центр имеет белый цвет, также имеются две жёлтые выпуклые поверхности. В целом цветок Downingia ornatissima схож с цветками других доунингий, исключая его лёгкую сморщенность (верхие доли и концы нижних долей чуть отогнуты назад). 
Тёмно-синий пыльник высовывается из щели между верхними долями, где он зажат.

## Распространение и местообитание
Эндемик Калифорнии, где растёт около весенних прудов и в других влажных местах на Калифорнийской равнине.

## Синонимика
- Bolelia ornatissima (Greene) Greene
- Downingia mirabilis J.T.Howell
- Downingia mirabilis var. eximia Hoover
- Downingia ornatissima var. eximia (Hoover) McVaugh[1]